# Berhida
Berhida é uma cidade da Hungria, situada no condado de Veszprém. Tem 42,72 km² de área e sua população em 2019 foi estimada em 5.833 habitantes.